# Демщина (остановочный пункт)
Демщина — остановочный пункт на железнодорожной линии Смоленск — Сухиничи. Предназначен для остановки пригородных поездов. Расположен в 0,5 км от деревни Дёмщино Смоленской области.

## Пригородные поезда[2]
| № поезда  | Маршрут          | № поезда  | Маршрут          |
| --------- | ---------------- | --------- | ---------------- |
| 6386/6388 | Смоленск — Ельня | 6381/6383 | Ельня — Смоленск |